# Collyris subtilesculpta
Collyris subtilesculpta (лат.) — вид жуков-скакунов рода Collyris из подсемейства Cicindelinae (триба Collyridini). Южная Азия.

## Распространение
Встречаются в Южной Азии: Индия.

## Описание
Жуки-скакуны среднего и крупного размера с крупными глазами (21—26 мм). Напоминает вид Collyris brevipennis, отличаясь от него своей более тонкой скульптурой надкрылий и менее вытянутой в продольном направлении; также отличается формой эдеагуса. Голова чёрная или пурпурная, переднеспинка и надкрылья обычно тёмно-синие, иногда светло-голубые. Тело тонкое стройное, ноги длинные. Верхняя губа трапециевидной формы с 7 зубцами, 2 крайние отделены от центральной группы глубокой выемкой. Переднеспинка удлинённая. Надкрылья узкие. Задние крылья развиты, при опасности взлетают. Обитают на стволах деревьев и кустарников. Биология и жизненный цикл малоизучены.

## Классификация
Вид был впервые описан в 1901 году по типовым материалам из Индии. Также рассматривался в качестве подвида Collyris longicollis subtilesculpta. Валидный статус подтверждён в ходе ревизии, проведённой в 1994 году французским энтомологом Roger Naviaux (1926—2016).